# Rubus ibericus
Rubus ibericus är en rosväxtart som beskrevs av Juzepczuk. Rubus ibericus ingår i släktet rubusar, och familjen rosväxter. Inga underarter finns listade i Catalogue of Life.